# Xã Van Buren, Quận Brown, Indiana
Xã Van Buren (tiếng Anh: Van Buren Township) là một xã thuộc quận Brown, tiểu bang Indiana, Hoa Kỳ. Năm 2010, dân số của xã này là 2.008 người.